# Bola de Drac Z: Els guerrers de les galàxies
Bola de Drac Z: Els guerrers de les galàxies (ドラゴンボールZ 銀河ギリギリ!!ぶっちぎりの凄い奴, Doragon Boru Zetto Ginga Giri-Giri!! Butchigiri no sugoi yatsu, Bola de Drac Z: La galàxia està en perill!! Un guerrer increible) és la 12a pel·lícula basada en el manga Bola de Drac i la 9a de l'etapa Bola de Drac Z, va ser estrenada el 7 d'octubre de 1993 al Japó. Ha estat doblada al català.

## Repartiment
| Personatge   | Actor de veu (Japó) | Doblatge (Catalunya) |
| ------------ | ------------------- | -------------------- |
| Son Gohan    | Masako Nozawa       | Marc Zanni           |
| Krilin       | Mayumi Tanaka       | Marta Barbarà        |
| Trunks       | Takeshi Kusao       | Aleix Estadella      |
| Cor Petit Jr | Toshio Furukawa     | Raúl Llorens         |
| Vegeta       | Ryo Horikawa        | Joan Sanz            |
| Bojack       | Tessho Genda        | Pep Ribas            |